# Hannelore Van Dijck
Hannelore van Dijck (Wuustwezel, 1986) is een Belgische ruimtelijke kunstenares en tekenares. Van Dijck werkt hoofdzakelijk met houtskool, recent ook met inkt. Ze maakt met een opeenvolging van kleine grafische handelingen getextureerde composities die de volledige oppervlakte van dragers zoals muren, vloeren, vellen papier of textiel bedekken. In haar tekeningen brengt ze de details van de ondergrond van de drager naar boven. Hannelore van Dijck woont en werkt in Wuustwezel. Zij is tevens docente aan de Koninklijke Academie voor Schone Kunsten van Antwerpen.

## Biografie
Na haar middelbaar onderwijs in de richting grafische vormgeving in Antwerpen ging Hannelore van Dijck in 2004 beeldende kunst in Sint-Lucas in Gent studeren waar ze in 2008 haar masterdiploma behaalde.
Tijdens haar bacheloropleiding werkte ze met inkt, kleurpotlood, olieverf, acrylverf en houtskool. In het laatste jaar van haar master besloot ze zich te concentreren op één materiaal. Ze koos voor houtskool omdat ze voorkeur had voor zwart-wit tekeningen, de tacticiteit van het materiaal, de diepzwarte kleur en de mogelijkheid om details  aan te brengen.
Haar masterproef bestond uit tekeningen in houtskool die geïnspireerd waren op Van Muizen en Mensen van John Steinbeck en die in de vorm van dia's in een donkere kamer werden geprojecteerd. Van Dijck had die donkere kamer zelf gecreëerd in een bestaand gebouw waarvan ze de muren met houtskool had bewerkt. Dit was haar eerste ruimtelijk werk en de rechtstreekse aanleiding voor haar verdere artistieke activiteiten.
Na haar studies trad Hannelore van Dijck toe tot het kunstenaarscollectief "Het Park" dat zich richtte op artistieke projecten rond leegstaande gebouwen, waar ze haar ruimtelijke kunst verder kon ontwikkelen en voor het eerst haar werk kon tonen aan het publiek. Van Dijck schrapte geleidelijk het verhalend karakter en later de personages uit haar tekeningen. Ze ging het volledige blad zonder randen gebruiken, later verdween ook het papier als drager, waardoor enkel de ruimte overbleef. Ze ging zich focussen op de muren en vloeren of andere oppervlakten, waarvan ze met houtskool de textuur, die normaal verhuld wordt, zichtbaar maakte.  Naast dit ruimtelijk werk bleef ze tekeningen maken in haar atelier.
In 2010 kon ze gedurende 6 maanden deelnemen aan een residentie in GlogauAIR in Berlijn.  De feedback van andere internationale kunstenaar ervaarde ze als stimulerend voor haar verdere ontwikkeling. In de periode  2010 tot 2015 zou ze regelmatig in Berlijn verblijven. Via haar toenmalige vertegenwoordiger Galerie Zink in Berlijn kon ze er deelnemen aan solotentoonstellingen en groepstentoonstellingen, die aanleiding gaven tot andere exposities in Duitsland.
In 2012 volgde ze kunstresidenties in Dale i Sunnfjord in Noorwegen,  in 2015 gedurende twee maanden in Fundació Joan Miró in Barcelona en in 2018 bij Gouvernement Ghent.
De residenties in FLACC Genk en het Musée d'art contemporain Lyon in 2019 luidden een nieuwe fase van haar werk in met inkttekeningen, blauw pigment, geluidsopnames en video. In haar tekeningen ging ze nog steeds de structuur van de oppervlakte aftasten, maar legde niet langer een link met tentoonstellingsruimtes, maar richtte zich tot wat ze de "buiten-buitenruimte" noemt, zoals bijvoorbeeld de natuur en de tuin, of de meer intieme "binnen-binnenruimte" van bijvoorbeeld de keuken of woonkamer. Dit resulteerde in afbeeldingen van vaatdoeken, gemaakt met vulpen in blauwe inkt op schetspapier of in een zoektocht naar beweging door de illusie van opvliegende vogels.
Haar werk is opgenomen in de Collectie Vlaamse Gemeenschap van de Vlaamse Overheid.

## Oeuvre

### Algemene benadering
Haar werken zijn een aaneenschakeling van ritmische repetitieve en associatieve grafische interventies zoals kleine streepjes, cirkelvormige of geometrische motieven en lijnen die lijken op houtnerven. Ze werkte aanvankelijk hoofdzakelijk met houtskool en een gom, in recenter werk vanaf 2019 gebruikt ze ook inkt. Ze focust zich op de buitenste laag van objecten en materialen en brengt tijdens het tekenen de structuur en de oneffenheden van de ondergrond tot in de kleinste details naar boven. Ze beschouwt deze werkwijze als een intieme benadering die de context en de spanning in de tekening vastlegt. Haar tekeningen die op het eerste gezicht abstract lijken zijn hyperrealistisch.
Hannelore van Dijck streeft naar de dialoog tussen ruimte, tekening en toeschouwer. Bij "in situ-werken" (werken die ter plaatse in de tentoonstellingsruimte worden gemaakt) wordt de ruimte een deel van het kunstwerk.Voor ateliertekeningen richt ze de expositieruimte in tot er dialoog ontstaat met haar tekeningen. In haar ruimtelijk werk houdt ze rekening met de blik van de toeschouwer. Die verandert tijdens zijn wandeling doorheen de ruimte van kijken op afstand tot kijken naar microscopische details. Zo laat ze ook de grenzen tussen de toeschouwer en het kunstwerk verdwijnen. Ze is steeds op zoek naar een perfecte relatie tussen detail en het geheel, met aandacht voor de reflectie van het licht.

### Ruimtelijke kunst
In haar ruimtelijke werken combineert ze de fysieke structuur, textuur en de tastbaarheid van een omgeving.
Door de vergankelijkheid van de houtskool hebben haar ruimtelijke werken een fragiel karakter en zijn het slechts tijdelijke werken. Aanrakingen door de toeschouwer blijven zichtbaar en worden door van Dijck beschouwd als het doorbreken van het taboe van de onaantastbaarheid van een kunstwerk. Een werk op een binnenkoer in Lier in 2011 werd al bij de vernissage weggespoeld door een regenbui. Na de tentoonstelling worden de muren terug wit geverfd. Deze ruimtelijke werken zijn hierdoor niet verkoopbaar, wat voor van Dijck een ultieme uiting van artistieke vrijheid is.
Een andere toepassing van haar ruimtelijke kunst is de "liminale" ruimte, de overgangsruimte  waar doorheen gewandeld wordt. In 2015 in het kader van de Belgian Art Prize, waarvan ze finaliste was, bakende ze in het Museum voor Schone Kunsten een wandelroute af met een artistieke bewerkte tunnel waardoor de wandeling verheven werd tot een kunstwerk.

### Tekeningen
Ze is naast haar ruimtelijk werk steeds tekeningen in haar atelier blijven maken. Aanvankelijk tekende ze enkel met houtskool op papier dat ze achteraf fixeerde, later ging ze ook met andere materialen werken zoals inkt en pigment.
Net zoals haar ruimtelijke kunst bewerkt ze ook het papier met een ritmische aaneenschakeling van herhaalde kleine bewerkingen. Ze focust zich op de relatie tussen het detail en het vrij donkere geheel van het oppervlak, soms door het scheppen van een illusie van bijvoorbeeld regendruppels.
De tekeningen zijn oorspronkelijk op foto's gebaseerd, maar Hannelore Van Dijck laat de foto geleidelijk aan los om zich te concentreren op de ritmische repetitieve interventies die ze aanbrengt, tot wanneer details van de ondergrond de tekening definitief vorm geven.

### Textiel en video
In 2012 maakte Hannelore van Dijck in het kader van B-Part in Waregem voor het eerst vlaggen op basis van houtskool en textielverf. Ze stelde die later ook tentoon op andere plaatsen, zoals Koksijde, Kortrijk en Leuven. In 2018 presenteerde Van Dijck haar werk One Flag op de Bijloke in Gent, een van de vijf vlaggen waarmee ze haar kunst naar buiten verlegde. Met Oost-Indische inkt bracht Van Dijck een golvend patroon aan op het textiel van de vlag. In dit buitenwerk hield ze rekening met omgevingslicht en de wind. One Flag werd in 2018 aangekocht door de Vlaamse Gemeenschap.
In het Universitair Ziekenhuis van Brussel stelde van Dijck in 2021 haar kunstwerk De Vijver/The Pond tentoon, een animatiefilm van rustig kabbelend water, gebaseerd op zwart-wit-tekeningen waarmee ze een gevoel van rust in de inkomhal wilde brengen. Deze animatiefilm werd aangevuld met een prentkaart met een beeld uit de film en achteraan een poëtisch citaat bestemd was voor patiënten en bezoekers.

### Boeken
In 2012 bracht Hannelore van Dijck de publicatie So grün war mein Tal uit, geschreven door Frank Maes. Het boek bevatte afbeeldingen van 11 tijdelijke projecten van grote muur- en vloertekeningen en trompe-l'oeils, allen gemaakt in houtskool in de periode van 2008 tot 2012.
In 2017 verscheen haar boek The lasting one, that didn’t last, that still lasts met een overzicht van werken van de voorbije 10 jaar.
Haar derde boek De vogel vliegt op uit 2021 was een zoekproces met teksten en tekeningen in Oost-Indische inkt en luidde een nieuwe fase in haar oeuvre in. Zij werkte dit boek uit tijdens haar residentie in FLACC Genk.

## Tentoonstellingen
Hannelore van Dijck nam deel aan talrijke tentoonstellingen in onder meer het S.M.A.K. in Gent, Be-Part in Waregem, Kunsthaus NRW in Aken, Emergent in Veurne, Het Wilde Weten in Rotterdam, de Broadcast Gallery in Dublin, Bozar in Brussel en de Fundació Joan Miró in Barcelona (2015) en het  Musée de l'Art Contemporain in Lyon. Opmerkelijk is haar gemeenschappelijk project sinds 2013 met Peter Morrens Enless Drawning, een tekening op elke kant van een paneel die voortdurend in verandering zijn en tentoongesteld werden op verschillende plaatsen in België en Europa. In 2013 nam ze deel aan de Berliner Festspiele, waar Vlaams minister van Cultuur Joke Schauvliege haar werk bezocht.
- Gemeinsame Normdatei: 1051807980
- International Standard Name Identifier: 0000 0004 3448 5958
- Library of Congress Control Number: no2019123649
- RKD-Nederlands Instituut voor Kunstgeschiedenis: 493902
- Virtual International Authority File: 2233159477754227990006